# Francesc Camprodon i Safont
Francesc Camprodon i Safont (Vic, 4 de març de 1816 - l'Havana, 16 d'agost 1870) fou un polític, autor de teatre i poeta català, diputat liberal al Congrés dels Diputats.

## Biografia
Fill de Francesc Camprodon de Taradell i d'Esperança Safont de Vic. Va estudiar Dret en la Universitat de Cervera, on va fer amistat amb Jaume Balmes, a qui pel que sembla va ajudar a redactar la seva primera obra; va acabar la carrera a la Universitat d'Alcalá de Henares i a la Universitat de Barcelona, on es va llicenciar en 1838; aleshores va patir una terrible malaltia i fou desnonat pels metges, però va aconseguir recuperar-se pels seus propis mitjans. Va ser un home destacat del Partit Liberal i per això va marxar exiliat a Cadis. Allí va fer amistat amb el duc de Montpensier, qui el va animar a publicar en 1854 en Barcelona els seus poemes en castellà amb el títol d' Emociones, que va ser ben acollits. Es va establir a Madrid, on va aconseguir a ser diputat per Barcelona i Santa Coloma de Farners al Congrés per la Unió Liberal a les convocatòries de 1856, 1858, 1864, 1865 i 1865 i hi va compondre diversos drames en vers segons l'estètica del Romanticisme, amb els quals va conèixer els èxits de Flor de un dia yi el otro no (1851), estrenat a instàncies de l'actor José Valero i del dramaturg Tomás Rodríguez Rubí; amb ella va introduir el costum de no cedir la propietat de les produccions dramàtiques, costum que va millorar la qualitat de vida dels dramaturgs de llavors; la seva continuació, Espinas de una flor (1852), també sobre amors contrariats i abnegacions conjugals, que també fou un èxit, encara que menor.
El 27 de maig de 1842 es va casar amb Concepció Borrell i Pou filla de Marià Borrell i de Miralpeix i de Arcàngela Pou I Teixidó.
Va compondre altres peces en castellà, així com llibrets de sarsuela per a compositors com ara Nicolau Manent, Francisco Asenjo Barbieri, Emilio Arrieta o Cristóbal Oudrid. Especialment recordats són els seus versos "Costas las de Levante, playas las de Lloret", inclosos en el llibret de Marina. Amb motiu de la Guerra d'Àfrica va publicar en quintilles una Carta a don Juan Prim, heroi de Els Castillejos.
En encetar-se el triomf dels autors de la Renaixença catalana, va començar a escriure teatre costumista en català. Després de la revolució de 1868 va acceptar un càrrec a l'Administració d'Hisenda a l'Havana i va marxar a Cuba, i hi va publicar alguns poemes al periòdic en català La Gresca.

## Obres

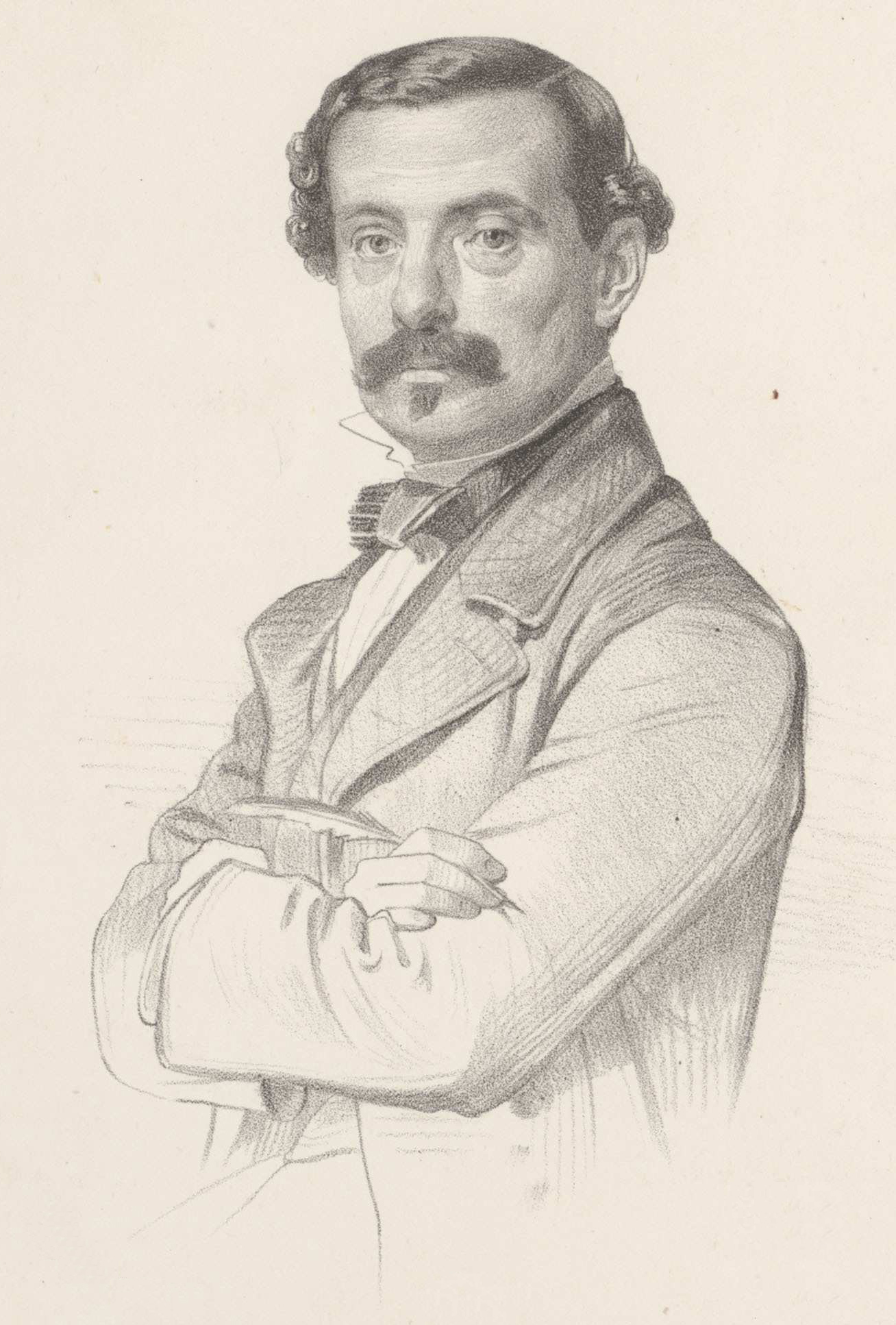
Francisco Camprodón (1854)

### Poesia
- Emociones (Barcelona, 1850)
- Patria, fe, amor. Poesías en castellano y catalán (L'Havana, 1871)

### Teatre
- Flor de un día (1851)
- Espinas de una flor (1852)
- Una ráfaga (1857)

### Sarsueles i òperes
- El dominó azul, (1853), sarsuela amb música d'Emilio Arrieta
- Los Diamantes de la corona (1854), sarsuela amb música de Barbieri
- Marina (1855), sarsuela i posteriorment òpera, amb música d'Arrieta.
- El Vizconde (1855), sarsuela, amb música de Barbieri. Amb aquesta obra debutà el 1857 la tiple Josefa Murillo.[5]
- El relámpago (1857) música de Barbieri, estrenada el 17 d'octubre del mateix any,[6] per la contralt Josefa Mora y Vergel.[7]
- La Jardinera, amb música de Manuel Fernández Caballero estrenada el 12 de desembre de (1857).[5]
- El diablo las carga (1860) amb música de Gaztambide, estrenada el 21 de gener per la tiple Josefa Murillo.[5]
- El Dictador (1856), sarsuela amb música de Barbieri
- Una vieja (1860), sarsuela amb música de Gaztambide
- Galatea (1868), sarsuela

### Teatre en català
- La teta gallinaire (1865)
- La Tornada d'en Titó (1867)